# Jezuïsme
Jezuïsme, ook wel jezusisme, is de levensbeschouwing die de filosofie of de leringen van Jezus centraal wil stellen en toepassen in het eigen leven.
Het jezuïsme beschouwt Jezus als de hoogste autoriteit in het christendom. Binnen het jezuïsme probeert men de gezegden van Jezus in hun oorspronkelijke, meest zuivere vorm te herstellen door het wegzuiveren van latere tekstuele toevoegingen en het terugdraaien van andere wijzigingen die de gezegden in de evangeliën kunnen hebben aangetast.
Het jezuïsme staat apart van de hoofdstroom binnen het christendom.
In het bijzonder keert ze zich af van de theologie die wordt toegeschreven aan Paulus en van de religieuze dogma's van de hoofdstroom van het christendom.
Hoewel het jezuïsme geen principiële tegenstander is van de christelijke bijbel of de kerkelijke leer, stelt ze hun autoriteit niet boven die van de leringen van Jezus.
Owen Flanagan, een Amerikaanse professor in de filosofie, typeert het jezuïsme als een naturalistische en rationele filosofie, die het conflict tussen geloof en wetenschap afwijst.

## Geschiedenis van het gebruik

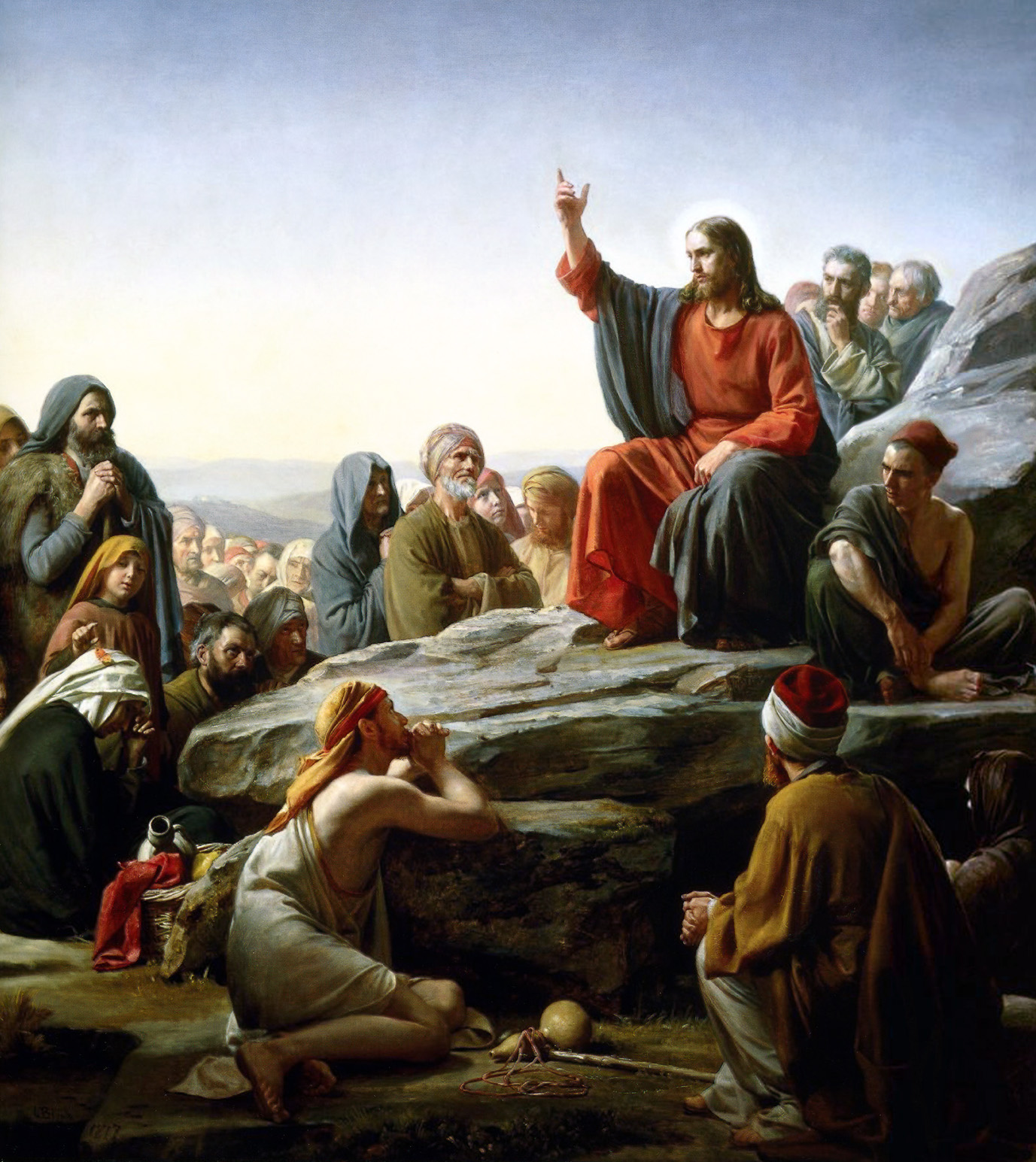
Carl Heinrich Bloch's weergave van de Bergrede, welke centraal staat in het jezuïsme.

Al meer dan een eeuw wordt door filosofen, theologen en schrijvers naar het jezuïsme en jezusisme verwezen als een duidelijk van het christendom afgebakend concept. In 1878 schreef vrijdenker en voormalig shaker D. M. Bennett, dat "jezuïsme", als duidelijk onderscheiden van het Paulinische christendom, het evangelie was zoals dat was onderwezen door Petrus, Johannes en Jakobus, en als de Messiaanse doctrine van een nieuwe Joodse sekte. In 1894 definieerde de Amerikaanse patholoog en atheïst Frank Seaver Billings "jezuïsme" als het "christendom van de evangeliën" en een filosofie die "direct kan worden toegeschreven aan de leringen van Jezus de Nazarener".
In een uitgave uit 1909 van het zevendedagsadventistische Australische dagblad de 'Sign of the Times' getiteld "Modern Christianity, no Jesusism", wordt de vraag opgeworpen: "het christendom van vandaag is niet het oude originele christendom, het is geen jezusisme, want het is niet de religie die Jezus onderwees. Wordt het geen tijd om het christendom tot de religie om te vormen die Hij persoonlijk predikte en die Hij persoonlijk in praktijk bracht?" De Harvard theoloog Bouck White (1874-1954) definieerde "jezusisme" in 1911 als "de religie die Jezus predikte". Lord Ernest Hamilton schreef in 1912 dat "jezuïsme" eenvoudigweg betekende elkaar en God lief te hebben.
In het boek The Naked Truth of Jesusism from Oriental Manuscripts (1914), geschreven door theoloog Lyman Fairbanks George, werd de filosofie van het jezuïsme als volgt omschreven:
It is to restore Jesus' sayings to their original purity.
It is to eradicate from the Gospels the interpolations of the Middle Ages.
It is to relate the misconceptions revealed by recent archaeological research.
It is to present Jesus from an economic viewpoint.
It is to break through the spell spectral of Cosmic Credulity.
It is to toll the knell of schism through Jesusism.
[Het moet de gezegden van Jezus herstellen naar hun oorspronkelijke zuivere vorm.
Het moet de toevoegingen uit de Middeleeuwen volledig verwijderen uit de evangeliën.
Het moet de misvattingen duidelijk maken die door recente archeologische ontdekkingen aan het licht zijn gekomen.
Het moet Jezus presenteren vanuit een economisch gezichtspunt
Het moet de spectrale betovering  van de Kosmische Geloofwaardheid doorbreken.
Het moet via het jezuïsme de doodsklok van het schisma luiden.]
De orthodoxe theoloog Sergej Boelgakov stelde verder in 1935 dat "de speciale term jezuïsme al bekend geworden is als aanduiding van de vrome concentratie op enkel de Christus." De invloedrijke katholieke theoloog Karl Rahner bedoelde met "jezusisme" een focus op het leven van Jezus en pogingen doen om diens leven te imiteren, in tegenstelling tot het richten van de focus op God en de christelijke kerk.
Lindsay Falvey, professor aan de Universiteit van Melbourne, merkte in 2009 op dat "het evangelieverhaal zo verschilt van de doctrine van de kerk, dat ze net zo goed een andere religie zou kunnen zijn - jezusisme." Nadat neurobioloog en filosoof aan de Duke University Owen Flanagen in zijn boek The Really Hard Problem: Meaning in a Material World uit 2007 had gerefereerd aan het jezusisme, werd dit onderwerp in academische kringen in toenemende mate besproken. Flanagan definieert jezusisme als de "boodschap" van Jezus en merkt op dat hij "het jezusisme noem[t] omdat de meeste christelijke kerken de boodschap van Jezus niet waarachtig onderschrijven". Rodney Stenning Edgecombe, een hoogleraar aan de Universiteit van Kaapstad merkt in een essay uit 2009 getiteld Communication Across the Social Divide op hoe het christendom zich verwijderde van het jezuïsme, de morele uitgangspunten die Jezus onderwees. De termen jezuïsme en jezusisme worden ook met enige regelmaat gebruikt op religieuze blogs en in internet groepen.

## Beoefening en aanhangers
Er is nog geen definitieve betekenis toe te kennen aan het jezuïsme of jezusisme en daarom ook nog geen goed omschreven ideologie. 
Diverse groepen gebruiken de aanduidingen jezuïsme en jezusisme, waaronder teleurgestelde christenen die kritiek hebben op de georganiseerde religie of op het Paulinische christendom, mensen die zichzelf meer als discipelen van Jezus beschouwen dan als christenen, christelijke atheïsten die de leringen van Jezus aantrekkelijk vinden maar die niet in God geloven en atheïsten die van geen enkele religie iets moeten hebben, waaronder het jezuïsme.
Aanhangers zou je jezuïsten of jezuanen kunnen noemen.

## Jezuïsme versus paulinisme
Het jezuïsme kan niet meegaan in de schriftuurlijke autoriteit van de christelijke bijbel (uitgezonderd de evangeliën). Jezuïsme staat vooral in contrast met de theologie van Paulus van Tarsus.
Ludwig Wittgenstein beschreef de volgende verschillen tussen het paulinisme en het jezuïsme:
De bronbeek die rustig en helder door de evangeliën vloeit, lijkt er "schuim" op te hebben in de brieven van Paulus. Althans, zo komt het op mij over. Misschien is het slechts mijn eigen onzuiverheid die er troebelheid in ziet; want waarom zou deze troebelheid in staat zijn te vervuilen wat helder is? Maar voor mij is het alsof ik hier menselijke passie zag, iets zoals trots en woede, die niet overeenstemmen met de deemoed van de evangeliën. Alsof er hier een nadruk lag op zijn eigen persoon, en zelfs als religieuze daad, die het Evangelie vreemd is.
In de evangeliën - zo komt het op mij over - is alles minder pretentieus, nederiger, eenvoudiger. Daar zijn het hutten; bij Paulus een kerkgebouw. Daar zijn alle mensen gelijkwaardig en is God zelf een mens; bij Paulus is er al zoiets als een hierarchie, eerbetoon en functies.